# Зоя Шляйнінг
Зоя Шляйнінг (нім. Zoya Schleining, уроджена укр. Зоя Аврумівна Лельчук; нар. 6 вересня 1961, Львів) - німецька шахістка українського походження. Гросмейстер серед жінок від 1987 року.

## Шахи
Зоя Лельчук брала участь у чемпіонатах СРСР 1980, 1986 і 1989 років. В командному чемпіонаті СРСР 1985 року здобула бронзову медаль в особистому заліку.
У жовтні 1980 року здобула перемогу на міжнародному турнірі в Одесі, набравши 11 очок з 14-ти можливих. У ході турніру вона випередила Ірину Левитіну та Лідію Семенову, яку здолала в особистій зустрічі. 
1990 року посіла 1-ше місце на жіночому турнірі в Дрездені, випередивши Людмилу Зайцеву і Гундулу Несе 1990 року поділила 1-ше місце в Москві разом з Мартою Літинською.. 
1993 року взяла участь у міжзональному турнірі в Джакарті. 
1994 року виграла Міжнародний жіночий турнір у Галле з результатом 9 очок у 10 партіях. 
1995 року перемогла на жіночому турнірі в Дрездені, випередивши Антоанету Стефанову, Маргариту Войську і Йорданку Мічич. 
2000 року в Бюлерталі поділила 2-ге місце позаду Йоанни Двораковської, разом з Наталією Кисельовою і Алісою Марич. 
На турнірі Offenen Sodinger Schnellschachturnier 2011 з 6,5 очками посіла третє місце, поступившись Аркадіусу Георгу Калці і Даніелеві Гаусрату, які набрали по 8 очок у 9 партіях.
2015 року здобула перемогу в Чемпіонаті Німеччини.
У січні 2016 року за рейтингом Ело перебувала на третьому місці серед німецьких шахісток. З вересня 2016 року має титул міжнародного майстра серед чоловіків, норми до якого виконала на таких змаганнях: Чемпіонат Європи серед жінок у Газіантепі в березні 2012 року, а також в німецькій жіночій бундеслізі сезону 2015-16.

### Клуби
Зоя Шляйнінг виступала за клуб SV Letmathe, з яким у сезоні 2014-15 посіла друге місце в першій групі NRW-Klasse.

### Збірна
За збірну Німеччини вперше зіграла на Командному чемпіонаті Європи серед жінок 2013 у Варшаві, де на другій шахівниці набрала 2,5 очка в 6 партіях. Такий самий результат показала на шаховій Олімпіаді 2014.